# Campeonato Mundial de Ajedrez 1993 (FIDE)
El Campeonato Mundial de Ajedrez 1993 de la FIDE fue un encuentro entre el retador Jan Timman de Países Bajos y el campeón defensor Anatoli Kárpov de Rusia. El match fue jugado en distintas ciudades de Países Bajos (Zwolle, Arnhem y Ámsterdam) y en Yakarta, Indonesia. El primer juego empezó el 6 de octubre de 1993. El último juego empezó el 1 de diciembre del mismo año, que terminó empatado. Kárpov ganó el match 12½-8½, convirtiéndose en el campeón FIDE número 1.
La razón por la cual Kárpov se consideró como campeón defensor y no a Gari Kaspárov es que este último se separó de la FIDE y fundó su propia organización: Professional Chess Association, que coincidentemente, jugó su campeonato el mismo año que el de la FIDE. Por eso, la FIDE destronó a Kaspárov de su título y se lo otorgó a Kárpov, ya que había perdido el Campeonato pasado.

## Match
El match fue jugado como mejor de 24 juegos, las victorias contando 1 punto, los empates ½ punto, y las derrotas 0, y acabaría cuando un jugador llegue a 12½ puntos. Si el match acabara en un empate 12 a 12, el campeón defensor (Kárpov) retendría el título.
| Jugador        | 1 | 2 | 3 | 4 | 5 | 6 | 7 | 8 | 9 | 10 | 11 | 12 | 13 | 14 | 15 | 16 | 17 | 18 | 19 | 20 | 21 | Total |
| -------------- | - | - | - | - | - | - | - | - | - | -- | -- | -- | -- | -- | -- | -- | -- | -- | -- | -- | -- | ----- |
| Anatoli Kárpov | 1 | 0 | ½ | ½ | ½ | 1 | ½ | ½ | ½ | 1  | ½  | ½  | ½  | 1  | 1  | 1  | ½  | ½  | ½  | 0  | ½  | 12½   |
| Jan Timman     | 0 | 1 | ½ | ½ | ½ | 0 | ½ | ½ | ½ | 0  | ½  | ½  | ½  | 0  | 0  | 0  | ½  | ½  | ½  | 1  | ½  | 8½    |